# غاري بروكو
غاري بروكو (بالإنجليزية: Gary Brokaw)‏ مواليد 11 يناير 1954 في نيو برونزويك، هو مدرب كرة سلة أمريكي ولاعب سابق. بدأ مسيرته الاحترافية في سنة 1974. تم اختياره من قبل فريق ميلووكي باكز خلال الدرافت. يبلغ طوله 6 قدم 4 بوصة (1.9 م). اعتزل اللعب في 1977.

## المسيرة الاحترافية
لعب مع ميلووكي باكز من سنة 1974 إلى 1977، ثم لعب مع كليفلاند كافالييرز في سنة 1977، ثم لعب مع بوفالو بريفز في سنة 1977.

## روابط خارجية
- غاري بروكو على موقع إن بي أي (الإنجليزية)
- غاري بروكو على موقع سبورتس رفرنس (الإنجليزية)
- غاري بروكو على موقع كلية كرة السلة في سبورتس رفرنس.كوم (الإنجليزية)
- غاري بروكو على موقع ريلجم (الإنجليزية)
- غاري بروكو على موقع بروبوليرز (الإنجليزية)
- غاري بروكو على موقع سبورتس رفرنس (الإنجليزية)
- غاري بروكو على موقع كلية كرة السلة في سبورتس رفرنس.كوم (الإنجليزية)